# Rundle Park
Rundle Park är en park i Australien. Den ligger i kommunen Adelaide och delstaten South Australia, nära delstatshuvudstaden Adelaide. Rundle Park ligger 50 meter över havet. Den ligger vid sjöarna  Kainka Wirra och Main Lake.
Runt Rundle Park är det mycket tätbefolkat, med 1 754 invånare per kvadratkilometer.. Närmaste större samhälle är Adelaide, nära Rundle Park. 
Runt Rundle Park är det i huvudsak tätbebyggt. Genomsnittlig årsnederbörd är 593 millimeter. Den regnigaste månaden är juli, med i genomsnitt 95 mm nederbörd, och den torraste är december, med 13 mm nederbörd.